# Loxura nicobarica
Loxura nicobarica är en fjärilsart som beskrevs av Evans 1932. Loxura nicobarica ingår i släktet Loxura och familjen juvelvingar. Inga underarter finns listade i Catalogue of Life.